# Rolf Robach
Rolf (Realf) Robach (6. december 1885 i Oslo – 10. juni 1963 smst) var en norsk gymnast som deltog i OL 1912 i Stockholm.
Robach vandt en bronzemedalje i gymnastik under OL 1912 i Stockholm. Han var med på det norske hold som kom på en tredjeplads efter Sverige og Danmark. Hold fra tre nationer var med i konkurrencen, der blev afholdt på Stockholms Stadion. 